# Danmarks største lodsejere
De største lodsejere i Danmark inkluderer personer, virksomheder, fonde og offentlige institutioner, der ejer minimum 3.000 hektar, hvilket svarer til 30 km2.
Danmark består af 43.000 km2 hvoraf 26.000 km2 er landbrug, 6.235 km2 er skovbrug og 3.741 km2 er lysåben natur.
Staten Danmark er den største lodsejer i Danmark mens kommunerne samlet set også ejer meget jord. Denne liste er for Staten opdelt pr. myndighed eller institution.

## Liste over Danmarks største lodsejere
- Naturstyrelsen 200.000 hektar eller 2.000 km2
- Forsvaret 33.000 hektar eller 330 km2
- Aage V. Jensens Fonde 19.300 hektar
- Folkekirken 11.000 hektar
- Wefri (Wedellsborg og Frijsenborg) 10.151 hektar
- Bregentved 6.519 hektar
- Den Danske Naturfond 6.500 hektar
- Banedanmark 6.250 hektar
- Hedeselskabet 6.200 hektar
- Vallø Stift 4.109 hektar
- JSJ Agro (bl.a. Birkelse Hovedgård) 4.000 hektar
- Overgaard Gods 3.322 hektar
- Tjele Gods 3.061 hektar
- Fruedal Agro 3.000 hektar

(listen bør suppleres efter kildegrundlag)